# Deng Xuan
 Joy Deng Xuan (chinesisch 邓旋, Pinyin Dèng Xuán; * 20. Januar 1992 in Guangzhou, Volksrepublik China) ist eine chinesische Badmintonspielerin. Seit 2017 startet sie für Hongkong.

## Karriere
Deng Xuan gewann bei den Olympischen Jugend-Sommerspielen 2010 Silber im Dameneinzel. Zuvor hatte sie sich mit Bronze in der gleichen Disziplin bei der Junioren-Badmintonasienmeisterschaft 2010 für die Spiele qualifizieren können. Bei den Macau Open 2012 erkämpfte sie sich mit Rang drei im Dameneinzel ihren ersten großen Erfolg bei den Erwachsenen.